# Imperial (Texas)
Imperial è un census-designated place (CDP) degli Stati Uniti d'America della contea di Pecos nello Stato del Texas. La popolazione era di 278 abitanti al censimento del 2010.

## Geografia fisica
Imperial è situata a 31°16′19″N 102°41′45″W (31.271968, -102.695799).
Secondo lo United States Census Bureau, il CDP ha una superficie totale di 10,93 km², dei quali 10,93 km² di territorio e 0 km² di acque interne (0% del totale).

## Società

### Evoluzione demografica
Secondo il censimento del 2010, la popolazione era di 278 abitanti.

### Etnie e minoranze straniere
Secondo il censimento del 2010, la composizione etnica del CDP era formata dal 91,37% di bianchi, lo 0% di afroamericani, lo 0% di nativi americani, lo 0% di asiatici, lo 0% di oceanici, il 6,12% di altre razze, e il 2,52% di due o più etnie. Ispanici o latinos di qualunque razza erano il 49,28% della popolazione.